# VirtualBox
VirtualBox (Oracle VM VirtualBox) — программный продукт виртуализации для операционных систем Windows, Linux, FreeBSD, macOS, Solaris/OpenSolaris, ReactOS, DOS и других.

## История
Программа была создана компанией Innotek с использованием исходного кода QEMU. Первая публично доступная версия VirtualBox появилась 15 января 2007 года. В феврале 2008 года Innotek был приобретён компанией Sun Microsystems, модель распространения VirtualBox при этом не изменилась. В январе 2010 года Sun Microsystems была поглощена корпорацией Oracle, модель распространения осталась прежней.

## Ключевые возможности
- Кроссплатформенность
- Модульность

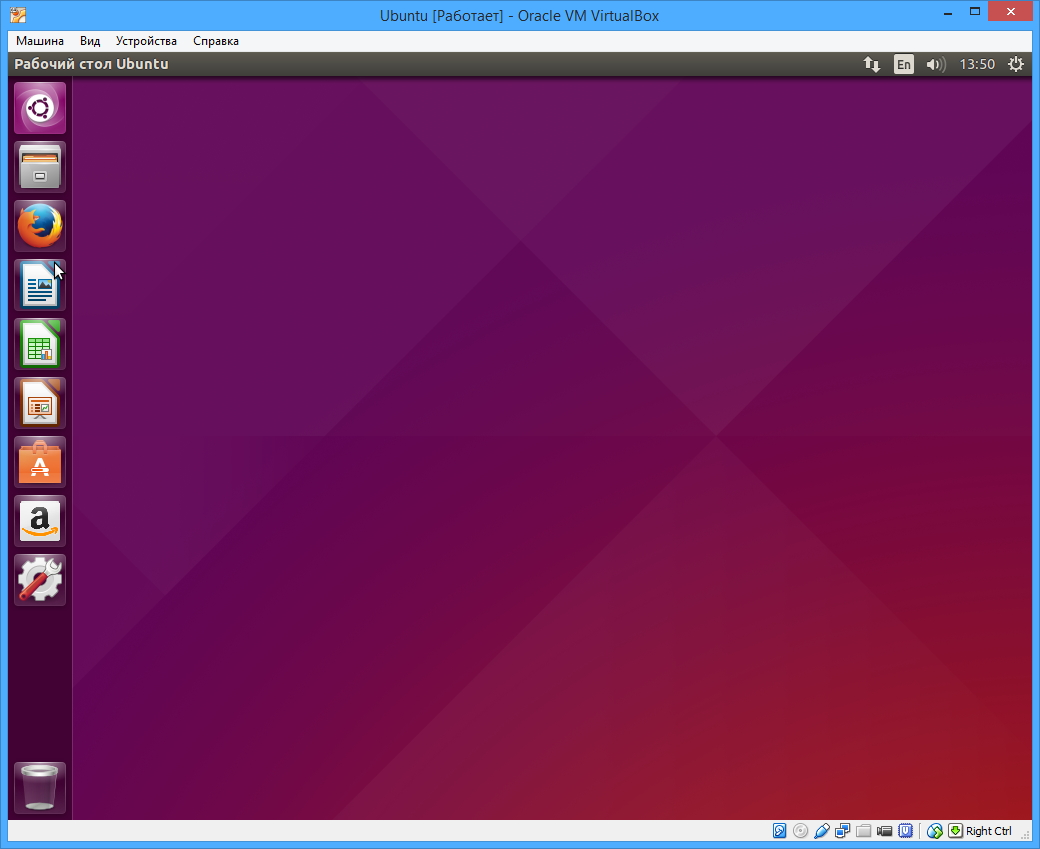
Ubuntu 15.04, запущенная в VirtualBox на Windows 8.1

- Поддержка USB 2.0, когда устройства хост-машины становятся доступными для гостевых операционных систем (только в проприетарной версии)
- Поддержка 64-битных гостевых систем[19] (начиная с версии 2.0) даже на 32-битных хост-системах[20] (начиная с версии 2.1, для этого обязательна поддержка технологии виртуализации процессором)
- Поддержка SMP на стороне гостевой системы (начиная с версии 3.0, для этого обязательна поддержка технологии виртуализации процессором)
- Встроенный RDP-сервер, а также поддержка клиентских USB-устройств поверх протокола RDP (только в проприетарной версии)
- Экспериментальная поддержка аппаратного 3D-ускорения (OpenGL, DirectX 8/9 (с использованием кода wine) (только в 32-битных Windows 2000, XP, Vista, 7 и 8, для гостевых DOS / Windows 3.x / 95 / 98 / ME поддержка аппаратного 3D-ускорения не предусмотрена)
- Поддержка образов жёстких дисков VMDK (VMware) и VHD (Microsoft Virtual PC), включая snapshots (начиная с версии 2.1[21])
- Поддержка iSCSI (только в проприетарной версии)
- Поддержка виртуализации аудиоустройств (эмуляция AC’97 или Sound Blaster 16 или Intel HD Audio на выбор)
- Поддержка различных видов сетевого взаимодействия (NAT, Host Networking via Bridged, Internal)
- Поддержка цепочки сохраненных состояний виртуальной машины (snapshots), к которым может быть произведён откат из любого состояния гостевой системы
- Поддержка Shared Folders для простого обмена файлами между хостовой и гостевой системами (для гостевых систем Windows NT 4.0 и новее, Linux и Solaris)[22]
- Поддержка интеграции рабочих столов (seamless mode) хостовой и гостевой операционной системой
- Поддержка формата OVF/OVA
- Есть возможность выбора языка интерфейса (поддерживается и русскоязычный интерфейс)
- Базовая версия полностью открыта по лицензии GNU GPL, соответственно нет ограничений в использовании

## Лицензирование
Начиная с версии 4, выпущенной в декабре 2010 года, основная часть продукта распространяется бесплатно под лицензией GPL v2. Устанавливаемый поверх неё дополнительный пакет, обеспечивающий поддержку устройств USB 2.0 и 3.0, протокол удалённого рабочего стола (RDP), шифрование накопителя, загрузку с NVMe и по PXE, распространяется под особой лицензией PUEL («для личного использования и ознакомления»), по который система бесплатна для личного использования, в целях обучения или для оценки перед принятием решения о приобретении коммерческой версии. При этом личное использование ограничивается одним хост-компьютером для одного пользователя (до версии 4 было два разных пакета — свободная версия по GPL v2 и полная версия, бесплатная по PUEL.)
Сборка BIOS для VirtualBox начиная с версии 4.2 требует применения компилятора Open Watcom, что делает статус продукта как свободного сомнительным, в частности, по критериям проекта Debian собираемое таким образом программное обеспечение свободным считаться не может; при этом организация Open Source Initiative признаёт такое программное обеспечение открытым.

## Пакет дополнений
VirtualBox Guest Additions — комплект программного обеспечения, устанавливаемый в гостевую операционную систему и расширяющий её возможности по взаимодействию с системой виртуализации и хост-системой. Например, после установки специального драйвера «виртуальной видеокарты» становится возможным изменять разрешение рабочего стола гостевой операционной системы произвольным образом вслед за размером окна VirtualBox, в котором запущена виртуальная машина.
До версии 4.0.0 существовало две версии, различавшиеся по лицензии и функциональности. Начиная с 4.0.0 закрытые компоненты вынесены в отдельный пакет дополнений (Extension Pack):
Пакет дополнений содержит закрытые компоненты и распространяется под проприетарной лицензией PUEL (бесплатно только в персональных целях или для ознакомления):
- RDP-сервер — позволяет подключаться к виртуальной системе удалённо с помощью любого RDP-совместимого клиента;
- Поддержка USB — позволяет передавать виртуальной машине USB-устройства;
- Intel PXE — загрузка операционной системы по сети, используется для создания тонких клиентов и бездисковых рабочих станций.

## Поддержка гостевых систем
VirtualBox плохо совместима с гостевыми системами под управлением Windows 95 и Windows 98 (система медленно работает и без установки дополнительных драйверов поддерживается разрешение экрана только 640×480). При этом есть небольшая инструкция по установке и настройке Windows 98 под VirtualBox.
Начиная с версии 6 VirtualBox не поддерживает 32-битные операционные системы на хост-компьютере. Как заверяет корпорация Oracle, VirtualBox 5 будет поддерживаться до 2020 года. При этом VirtualBox может запускаться под Linux, macOS, Sun Solaris и FreeBSD.
Хотя VirtualBox имеет экспериментальную поддержку гостевых систем под управлением macOS, лицензионное соглашение с конечным пользователем macOS не позволяет операционной системе работать на аппаратуре, отличной от компьютеров Apple.